# اریک لوی
اریک ژاک لوسالس (به فرانسوی: Éric Jacques Levisalles)با نام هنری اریک لوی (به فرانسوی: Eric Lévi) نوازنده موسیقی راک فرانسوی ساکن لندن

## زندگی‌نامه
اریک لوی در سال ۱۹۵۵ میلادی (۱۳۲۲ خورشیدی) در فرانسه به دنیا آمد. او اکنون در لندن زندگی می‌کند. او کار حرفه‌ای خود را در زمینهٔ موسیقی در سال ۱۹۷۷ در گروه راک شیکین‌استریت (shakin'street) در فرانسه آغاز کرد. سپس به نیویورک رفت و کارش را با ماریان فیتفول از سر گرفت.

## کار در زمینه موسیقی
- او در دو زمینهٔ موسیقی فیلم و پاپیلور فعالیت دارد.

## آثار او
- موسیقی فیلم با ژان ماری پویره
- تأسیس گروه ایرا آلبوم آوایی از آسمان (ترانهٔ من معتقدم با صدای آندره‌آ بوچلی)در سال ۱۹۹۷ ولی این گروه در سال ۹۸ تأسیس رسمی یافت. اریک در این گروه آهنگسازی، تنظیم موسیقی، نوازندگی گیتار الکتریک را بر عهده داشت. سبک موسیقی او عرفانی و اغلب از متون مسیحی است.

## آلبوم‌ها
- آوایی آسمانی
- نیایش اول
- نیایش دوم
- عشای ربانی